# Ervěnický koridor
Ervěnický koridor je mohutný násep, který se zvedá ze dna Mostecké pánve místy až do maximální výšky 170 metrů. Nachází se v Ústeckém kraji na rozhraní okresů Chomutov a Most

## Historie
Koridor vznikl na hraně lomu ČSA a Jan Šverma. V roce 1964 bylo uvolněno místo pro jeho vytvoření, kdy docházelo k vyuhlení zásob uhlí a postupu těžby směrem od koridoru. S tím jak těžba postupovala, byla v místě koridoru zakládána výsypka. V období od roku 1964–1985 bylo na trasu koridoru přemístěno 520 miliónů metrů krychlových skrývkových hmot.
Předpokládalo se, že násep bude zpočátku klesat až o půl metru za rok a časem dojde k celkovému sesednutí o 5,5 metru. Proto tu byly postaveny čtyři koleje. Dvě sloužily k běžnému provozu, třetí se opravovala a po čtvrté se dopravoval potřebný materiál. Také elektrická trakce, která dlouho končila v Třebušicích, na koridor pokročila teprve po jeho stabilizaci a elektrický provoz byl zahájen 5. prosince 1989. Součástí železniční části koridoru je i přemostění části vodní nádrže Újezd.
Na konci zatrubnění řeky Bíliny je ve výtokovém objektu Malá vodní elektrárna Ervěnický koridor.

## Charakteristika
Ervěnický koridor začíná u Jirkova a vede po dlouhém náspu územím, kde se až do druhé poloviny 20. století nacházela vesnice Ervěnice, podle níž je koridor pojmenován, až k železniční stanici Třebušice v Komořanech u Mostu.
Zemní těleso budované jako vnitřní výsypka má celkový objem přibližně 400 milionů metrů krychlových. Násep je v patě široký asi tři kilometry a šířka koruny je 200 metrů. Průměrná výška náspu je 110 metrů, maximální 130 metrů a nejvyšší převýšení dosahuje 170 metrů. Délka železniční trati na koridoru je pět kilometrů, silnice měří 3,6 kilometru a přeložka Bíliny je dlouhá 3,1 kilometru. K odvedení případných povodňových vod slouží otevřené koryto.
Po náspu vede železniční trať Ústí nad Labem – Chomutov. Podél severního svahu probíhá silnice I/13 (též i evropská silnice E442) a ještě blíže lomu Československé armády řeka Bílina svedená do potrubí 4× Js 1200 mm. Od roku 2007 se připravují plány na revitalizaci koryta Bíliny, vytvoření meandrů a podpoření samočisticí schopnosti. Důvodem navrácení do koryta je stabilita terénu a vzdalování lomových lokalit. Po koridoru jsou vedeny téměř všechny inženýrské sítě z Chomutova do Mostu.